# ボヤーリン (防護巡洋艦)
ボヤーリン（ロシア語:Бояринバヤーリン）は、ロシア帝国の二等防護巡洋艦（бронепалубный крейсер II-ранга）である。艦名は先代のコルベットから受け継いだもので、中世ルーシの世襲貴族「ボヤーリン」に由来している。
ボヤーリンは、二等防護巡洋艦ノヴィーク、ジェームチュク、イズムルートとともに極東方面の艦隊戦力増強のために計画された艦であった。建造は
「太平洋の必要のための」特別建艦計画によって行われた。
艦の任務は、艦隊の近距離偵察とされていた。設計は、棚式から吊り下げ式に変更された120 mmおよび47 mm砲弾庫と新しい給弾用エレベーターシャフト、電線通路の気密水密覆い、鉛張りケーブルの採用、などの点に先進性が見られた。

## 艦歴
1900年8月24日、コペンハーゲンのブルマイスター&ヴァイン社（現MAN B&W ディーゼル社）で起工した。1901年5月26日には進水、1902年10月に竣工した。
1902年10月27日、ボヤーリンはクロンシュタットを出航し、1903年5月10日、ポルト＝アルトゥールへ到着した。1903年秋には仁川に出航し、一等防護巡洋艦ヴァリャーグを支援して同港に1904年1月1日まで留まった。

### 日露戦争
1904年2月8日から9日の夜に行われた日本の駆逐隊による旅順港外のロシア艦艇襲撃後、「ボヤーリン」と巡洋艦「アスコリド」、「ノヴィーク」などが追撃、偵察のため出撃した。「ボヤーリン」は偵察に来た日本の第三戦隊を追跡し、日本海軍の主力と遭遇。砲撃しつつ、旅順に警報を送った。そのあとロシア艦隊と日本艦隊は交戦した。
同日、「ボヤーリン」は大連湾へ機雷敷設に向かう機雷敷設艦「エニセイ」を護衛した。2月11日に「エニセイ」は自艦が敷設した機雷に触れて沈没。商船が日本の駆逐艦と誤認されことで「エニセイ」沈没は日本軍の機雷または駆逐艦によるものと判断され、「ボヤーリン」と駆逐艦「ヴラーストヌイ」、「フヌシーチェリヌイ」、「ストロジェヴォーイ」、「ラストロープヌイ」が旅順より出動して大連湾へ向かった。2月11日午後5時頃、「ボヤーリン」は南三山島の南1.5浬ないし2浬で浮流機雷に触れた。浸水によって15度傾斜したものの沈没はせず、艦を救える見込みはあったようであるが、艦長サルイチェフ大佐は乗員を退去させ、それから駆逐艦「ストロジェヴォーイ」に「ボヤーリン」処分を命じた。しかし「ストロジェヴォーイ」は「ボヤーリン」を沈めるのに失敗し、「ボヤーリン」は放置された。翌日南三山島に座礁しているところが発見され修理可能と判断されたが、13日は荒天のため作業が行えず、その翌日には姿を消していた。暴風により流されて再度触雷し沈没したようであり、住民が数度の爆発音を聞いている。
サルイチェフは軍法会議にかけられ、停職1年となった。

## ギャラリー

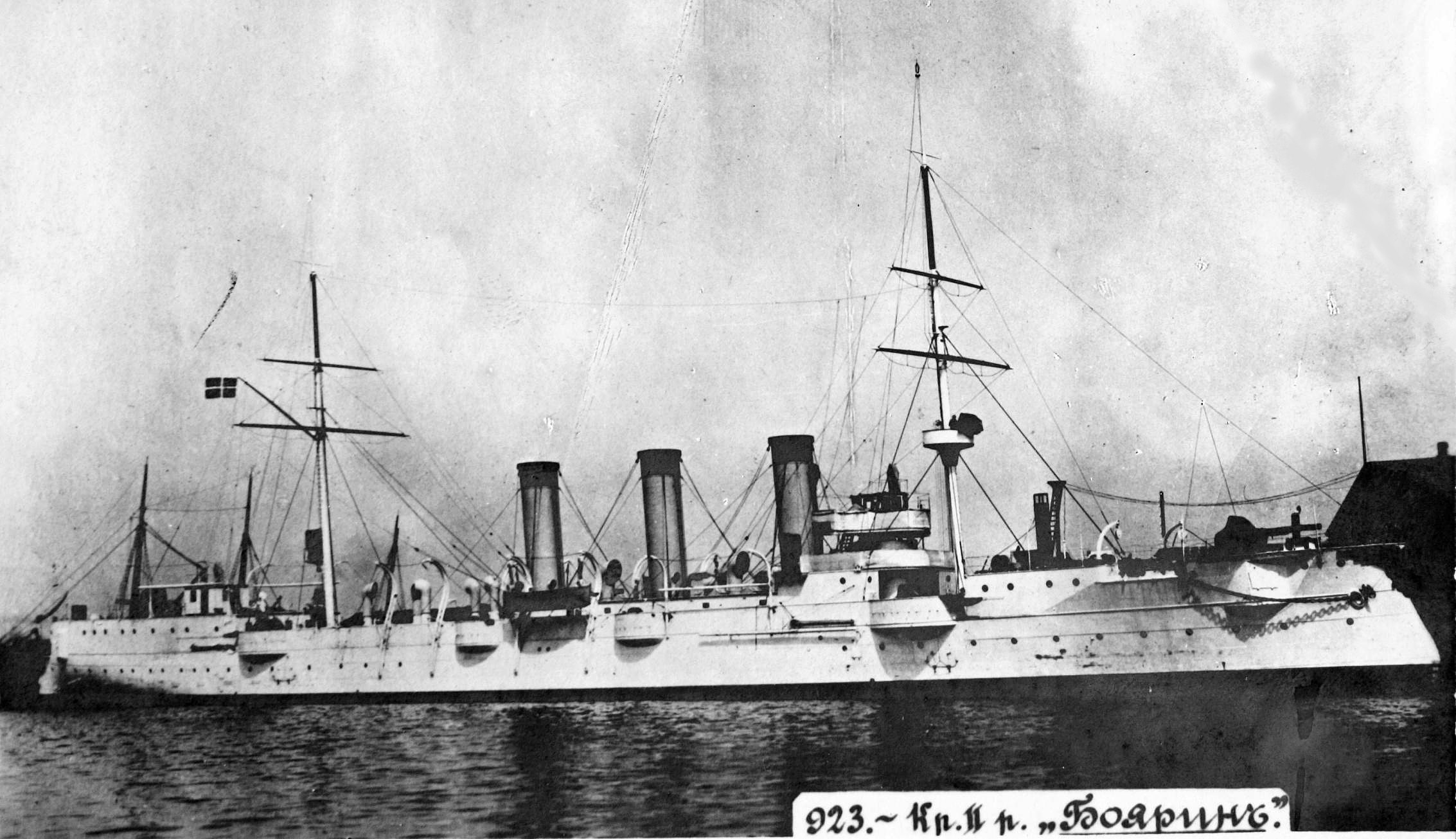
1902年、デンマーク国旗を掲げて海上公試を行うボヤーリン。
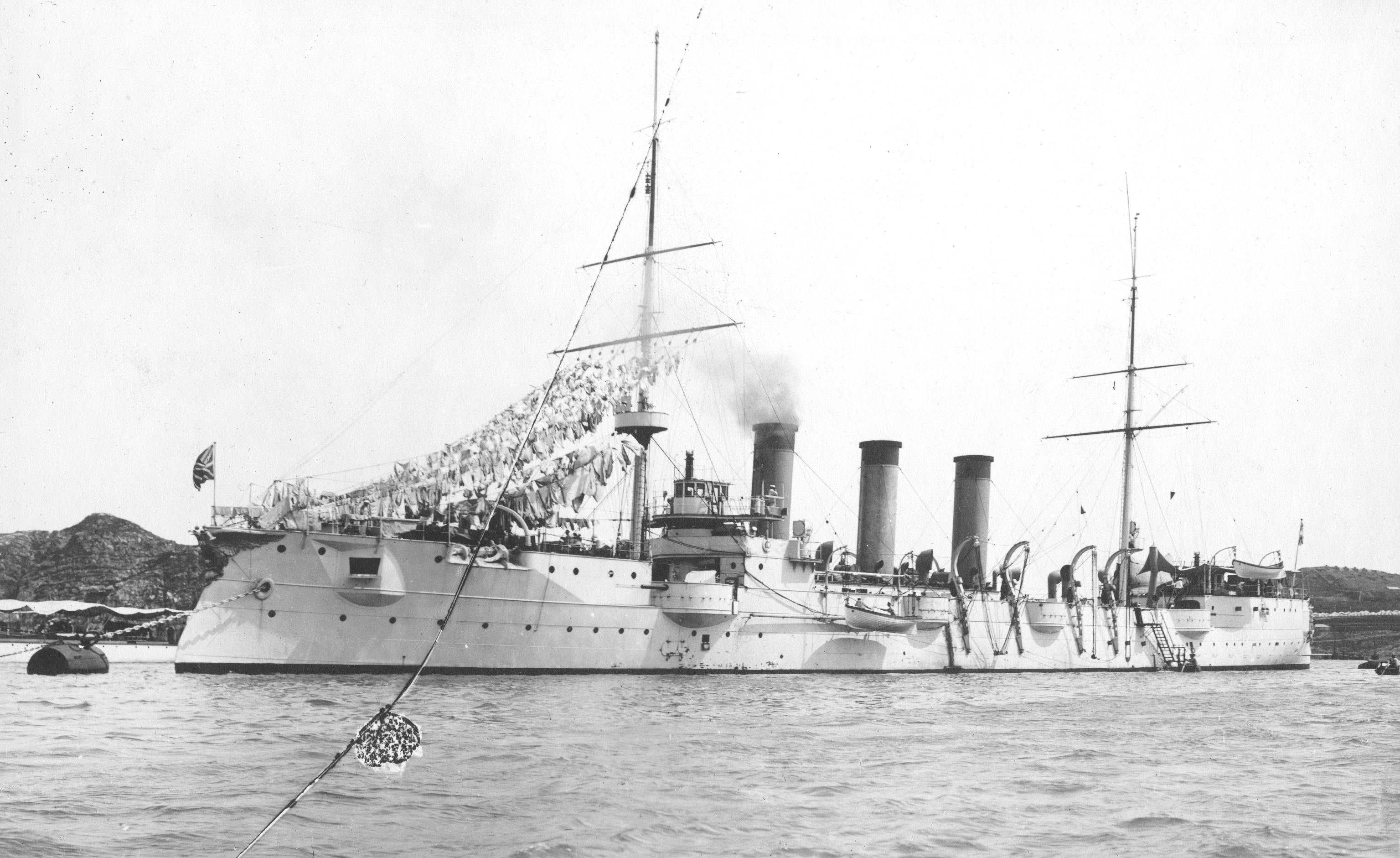
1903年、極東におけるボヤーリン。
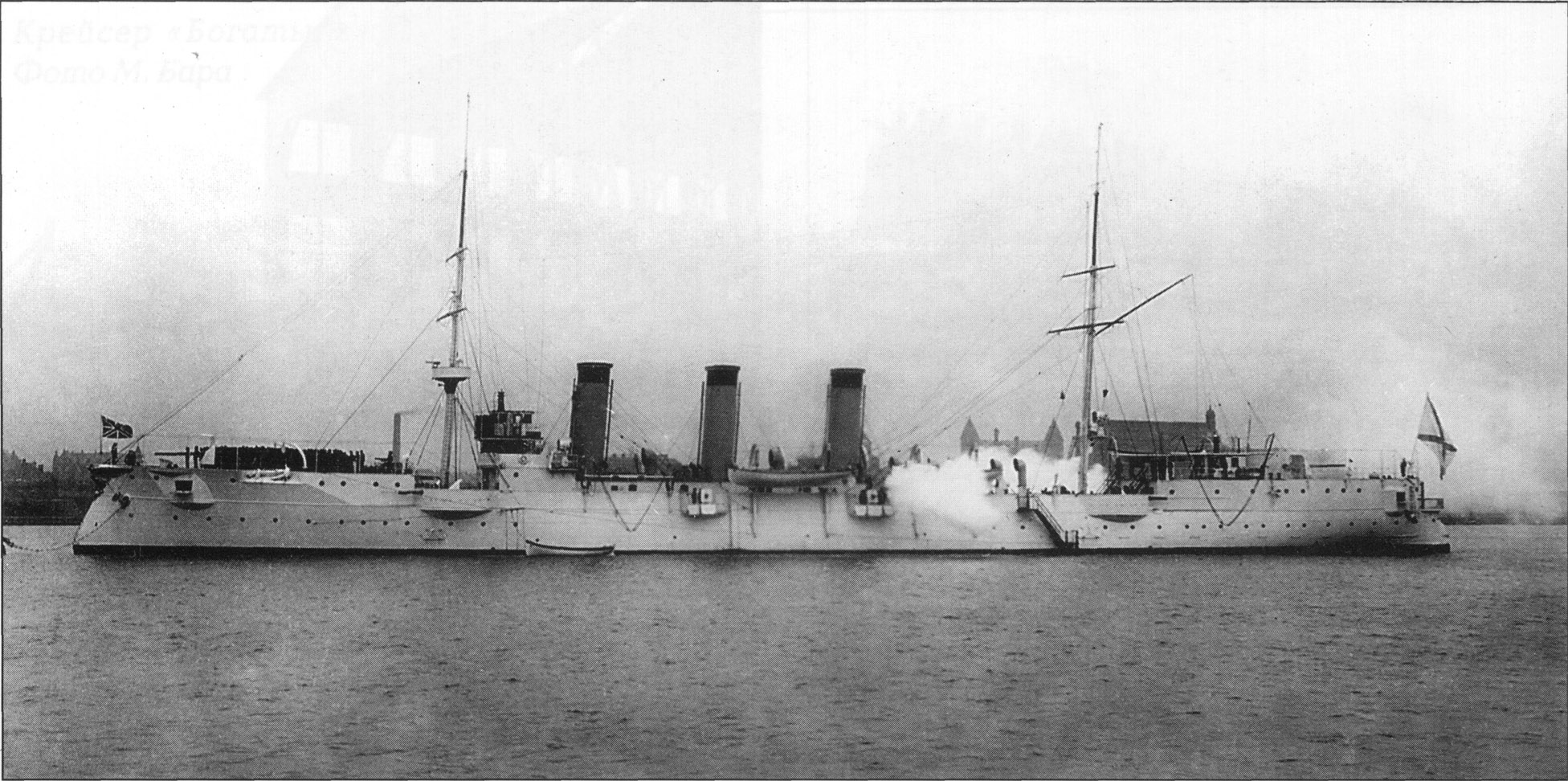
左舷より見たボヤーリン。
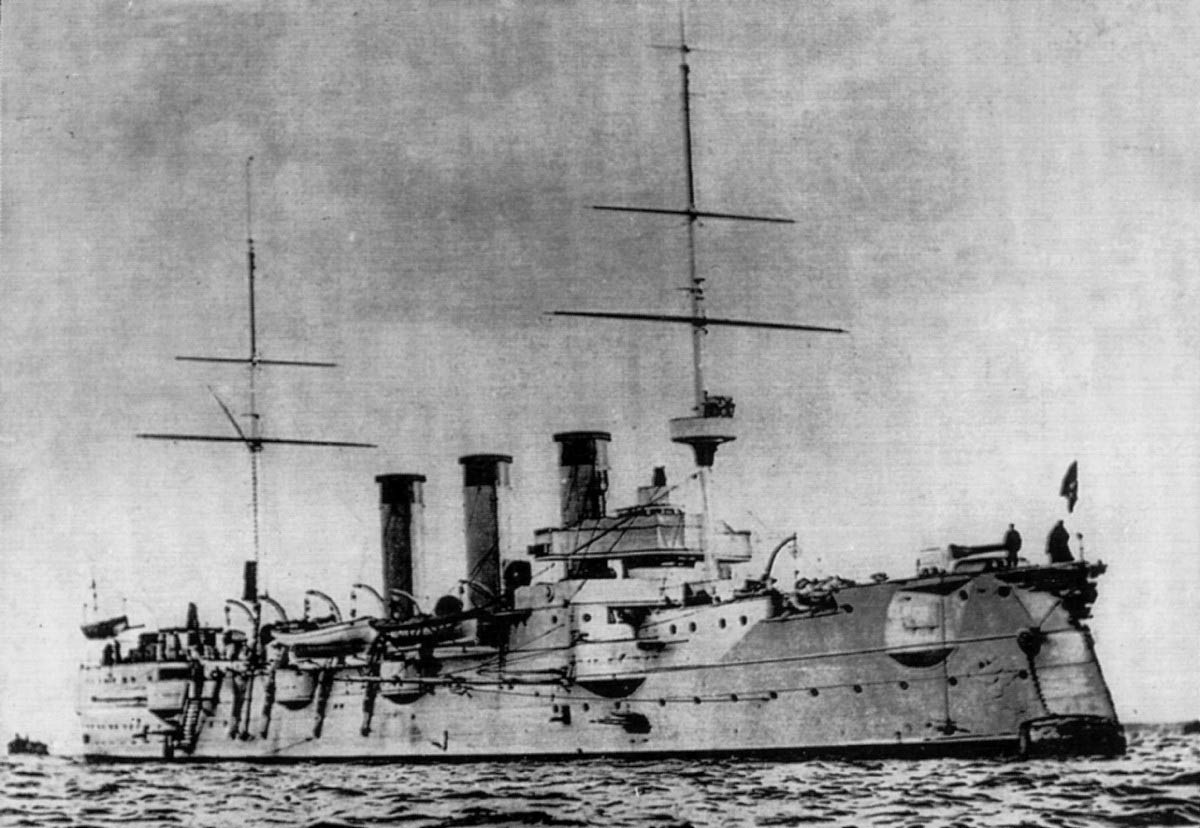
右舷前方より見たボヤーリン。
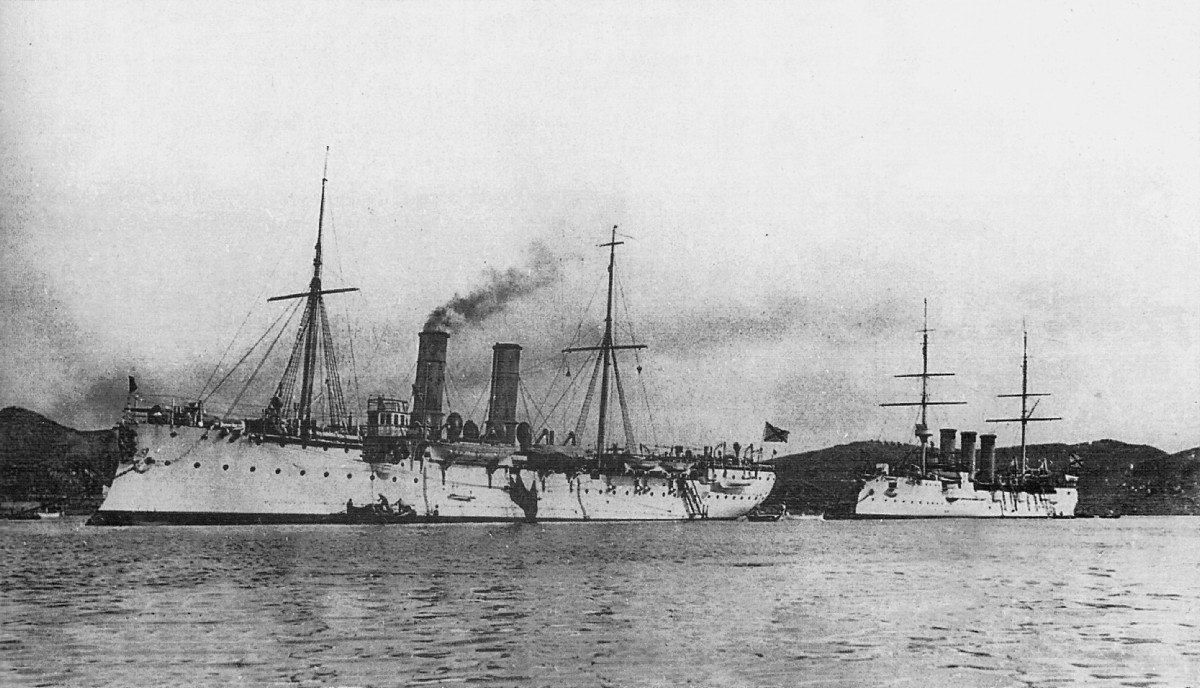
ポルト＝アルトゥールにて機雷敷設艦エニセイと並んだボヤーリン（後方）。